# Gloriette (Wien)

Gloriette im Schlosspark Schönbrunn

Die Gloriette im Schlossgarten von Schloss Schönbrunn in Wien ist die größte und wohl bekannteste aller Glorietten.

## Geschichte

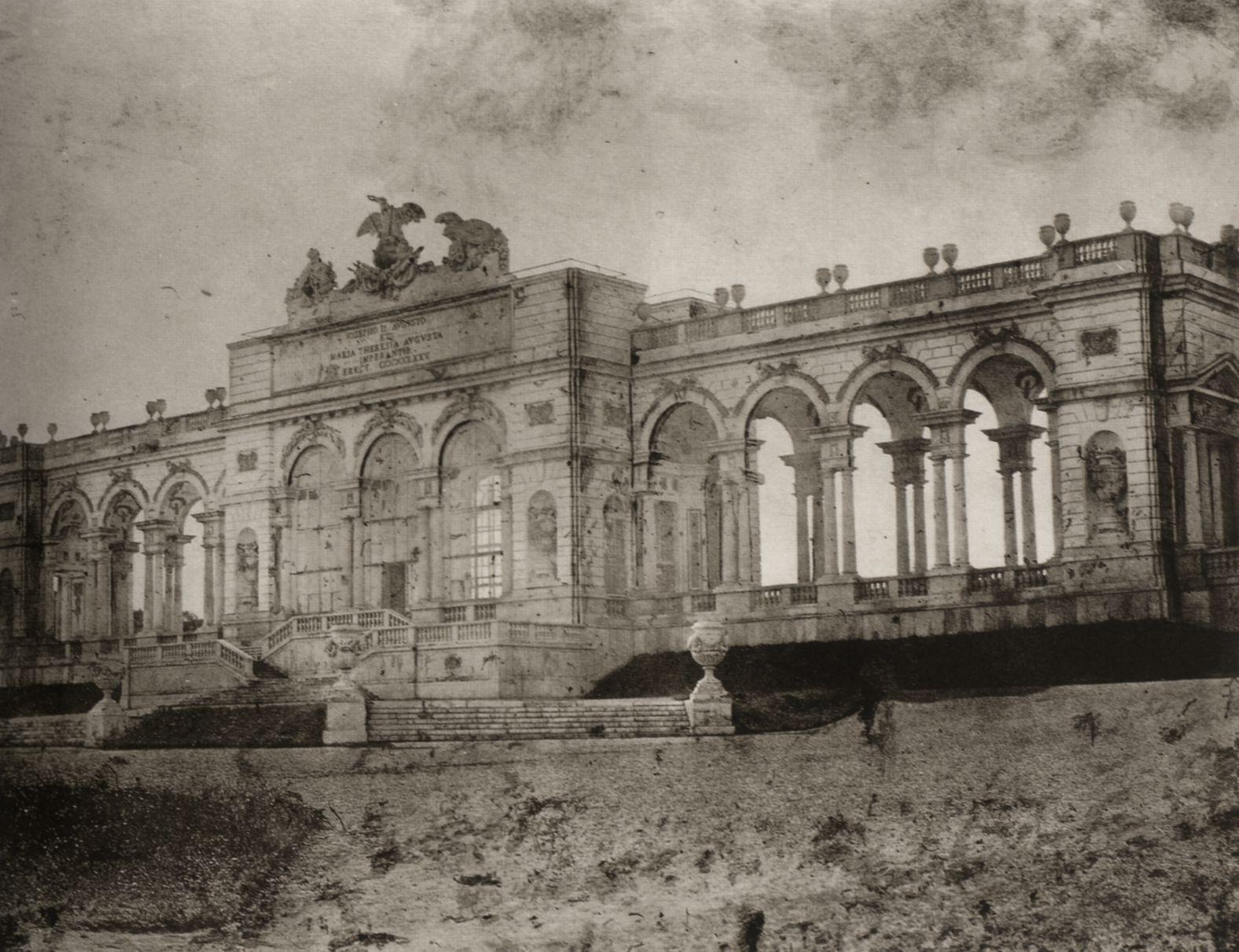
Ansicht von 1854

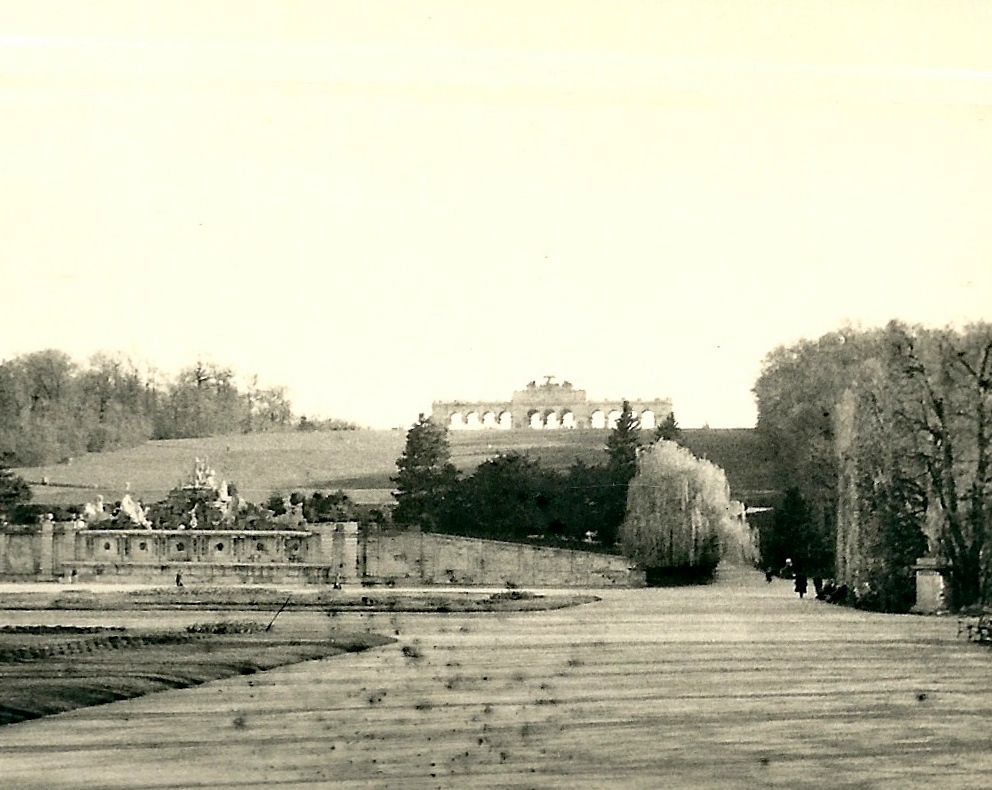
Die Gloriette 1952

Die Gloriette wurde im Jahr 1775 als letzte Baulichkeit des Gartens nach Plänen von Johann Ferdinand Hetzendorf von Hohenberg als Ruhmestempel, zugleich Hauptblickfang (Point de vue) des Gartens und auf 241 m ü. A. Aussichtspunkt über denselben erbaut. Für den Bau der Gloriette entschied Kaiserin Maria Theresia: „Es befindet sich zu Neugebau (Schloss Neugebäude) eine alte Galerie von steinernen Säulen und Gesimsen, welche nichts nutzet, … solche von dort abbrechen zu lassen und nacher Schönbrunn bringen zu lassen“. Die Galerie und die Säulen sind aus hartem, weißem Kaiserstein gefertigt und wurden bei der Gloriette ebenso wiederverwendet wie die Stierköpfe und andere Teile. Diese Säulen und „anderes großes Steinwerk“ wurde von der Arbeitsgemeinschaft der Steinmetzmeister Bartholomäus Pethan und Antonius Pozzo und ihren Leuten im Kayserlichen Steinbruch am Leithaberg  bearbeitet.
Die Hauptabmessungen sind in der Länge 84,3 m, mit Stufenanlage 135,3 m, der Breite 14,6 m und der Höhe 25,95 m.
Die Gloriette diente später als Speise- und Festsaal sowie als Frühstückszimmer für Kaiser Franz Joseph I. Der Speisesaal wurde bis zum Ende der Monarchie benutzt, heute befindet sich ein Café darin; auf dem Dach ist eine Aussichtsplattform mit Blick über Wien. Der Skulpturenschmuck stammt von Johann Baptist Hagenauer. Die Gloriette wurde im Zweiten Weltkrieg durch Bombentreffer schwer beschädigt, jedoch bereits 1947 wiederhergestellt. 1995 wurde sie erneut restauriert.
Von 1790 bis 1910 waren die drei mittleren Bögen der Gloriette verglast. Danach war die Gloriette ohne Verglasung und deshalb ein offener Raum. Nach einer Debatte, in der vor allem von Architektenseite „zeitgemäße Gestaltung“ reklamiert wurde, wurde im Laufe der Restaurierung in den 1990er Jahren eine Verglasung im historischen Stil basierend auf alten Fotografien eingebaut und ab April 1996 das Café Gloriette dort eingerichtet.
Weiter östlich befindet sich die sogenannte Kleine Gloriette, die eigentlich keine Gloriette, sondern ein zweigeschoßiger Pavillon ist.

## Widmung

Inschrift auf der Gloriette

Gewidmet ist die Gloriette als Denkmal für den gerechten Krieg, der zum Frieden geführt hat. Mit Maria Theresias Thronnachfolge kam es zuerst zum österreichischen Erbfolgekrieg (1740–1748) und später zum Siebenjährigen Krieg (1756–1763).
An der Frontseite befindet sich folgende Inschrift:
IOSEPHO II. AVGVSTO ET MARIA THERESIA AVGVSTA IMPERANTIB. ERECT. CIƆIƆCCLXXV
(Unter der Regierung von Kaiser Joseph II. und Kaiserin Maria Theresia errichtet 1775)
Die Schreibweise der Jahreszahl geht auf den griechischen Buchstaben Φ (Phi) für 1000 zurück. Im antiken Rom war es auch gebräuchlich, die Zahl 1000 statt mit einem M durch das Phi (CIƆ) sowie 500 statt mit D durch das halbe Phi (IƆ) darzustellen.

## Weitere Ansichten

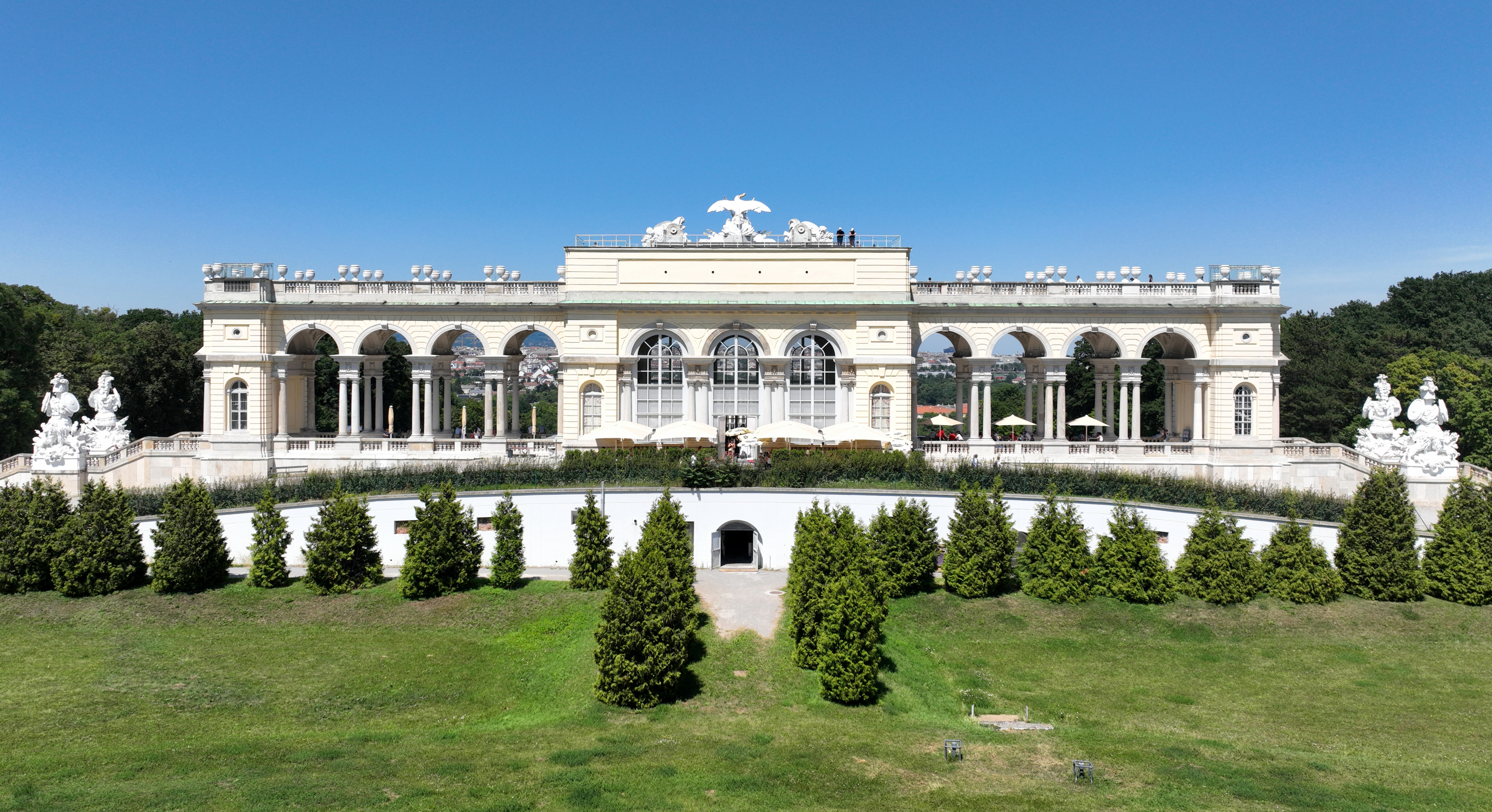
Rückseite bzw. Südansicht der Gloriette
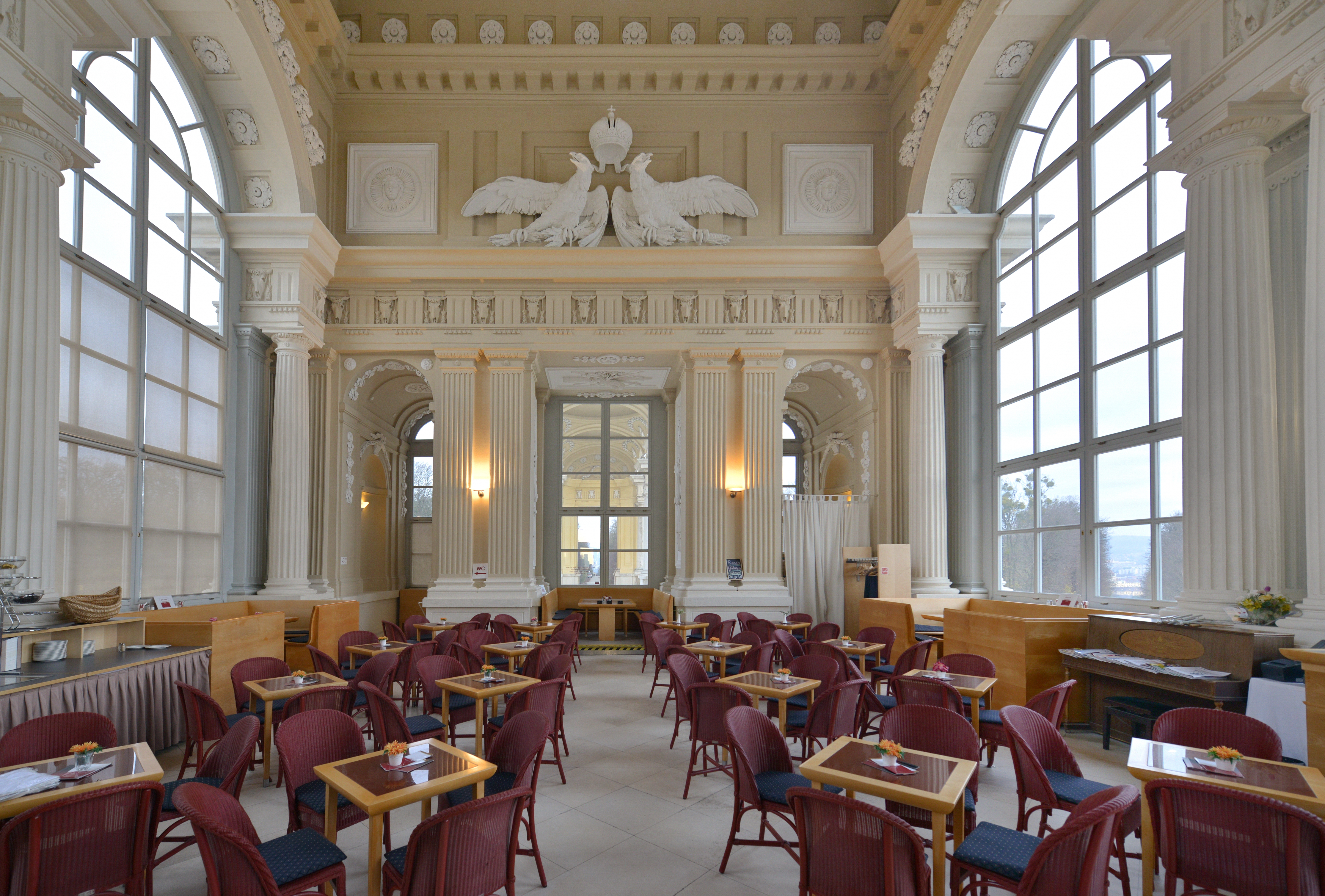
Das Innere der Gloriette mit Café
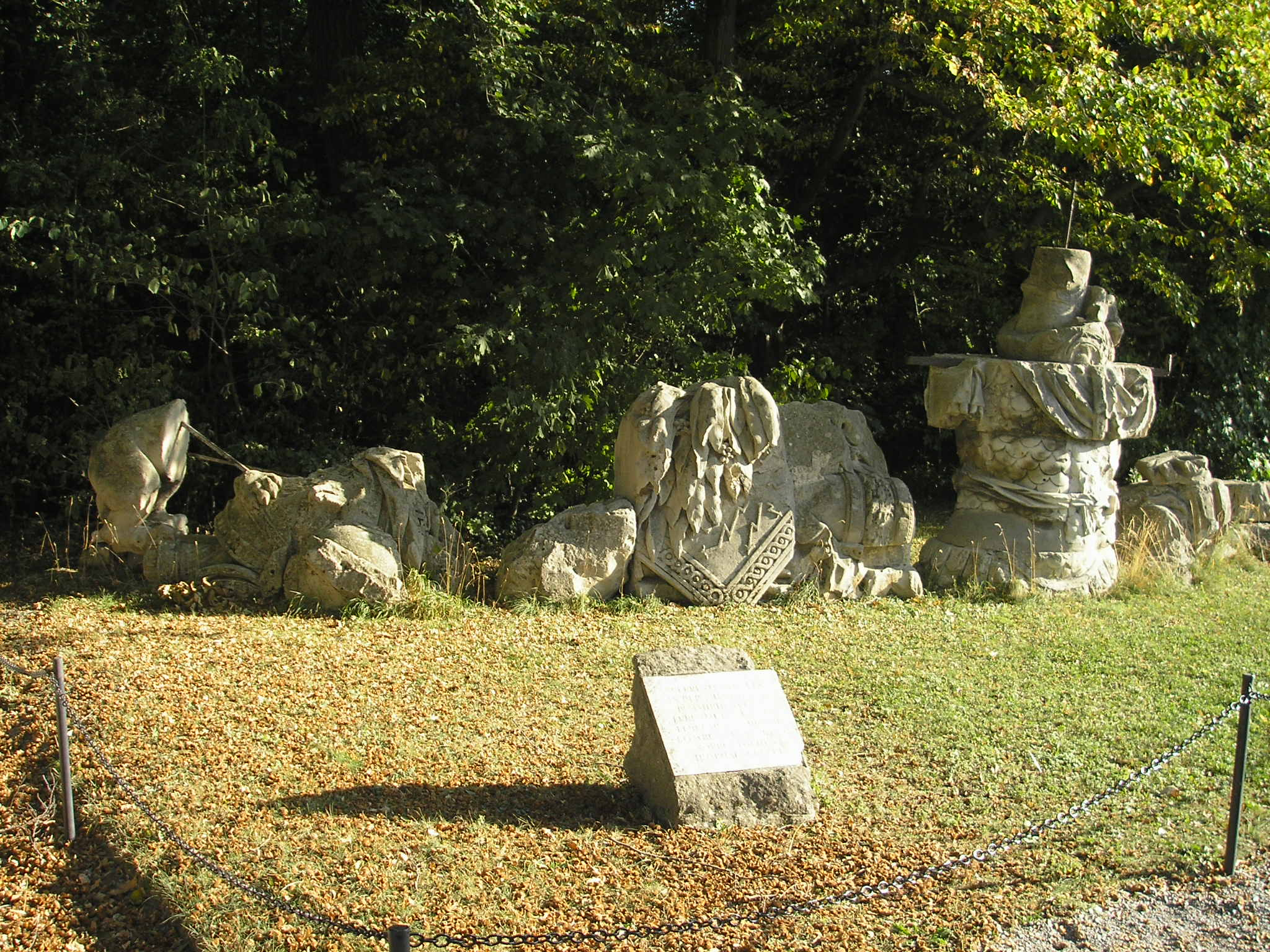
Überreste der im Zweiten Weltkrieg zerstörten Trophäen
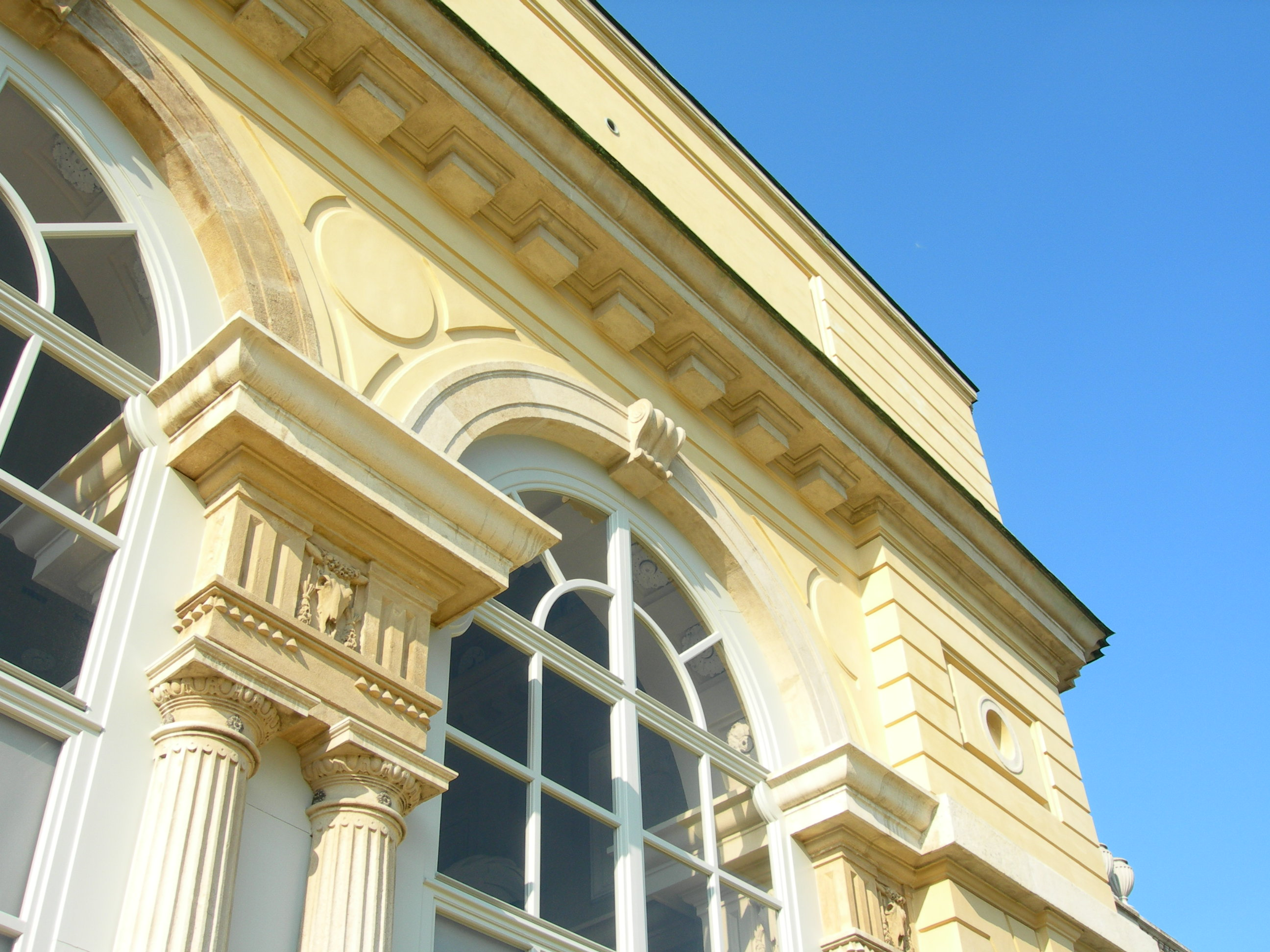
Neue Verglasung im alten Stil
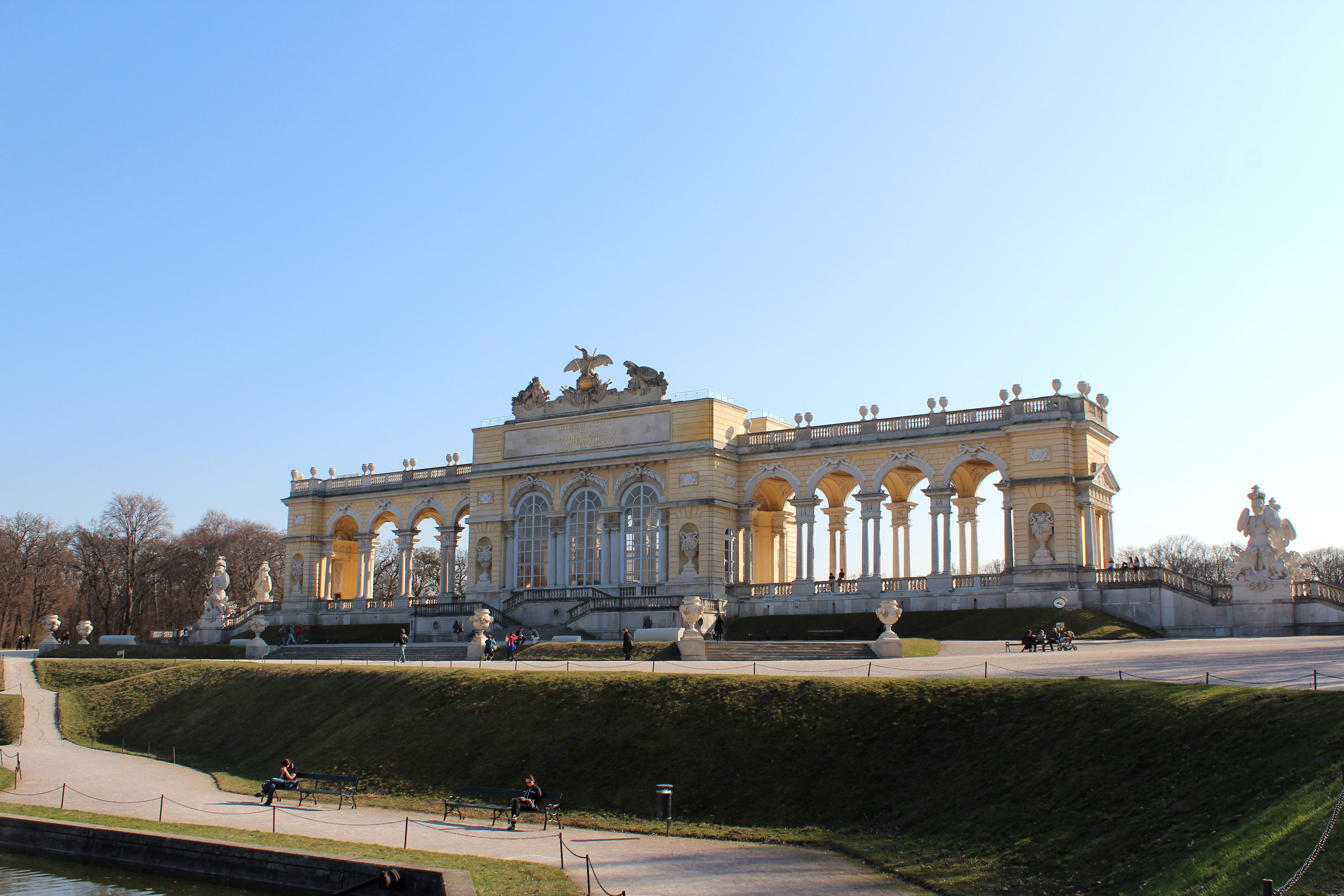
Gloriette im Schlosspark Schönbrunn; Aufnahme in südliche Richtung
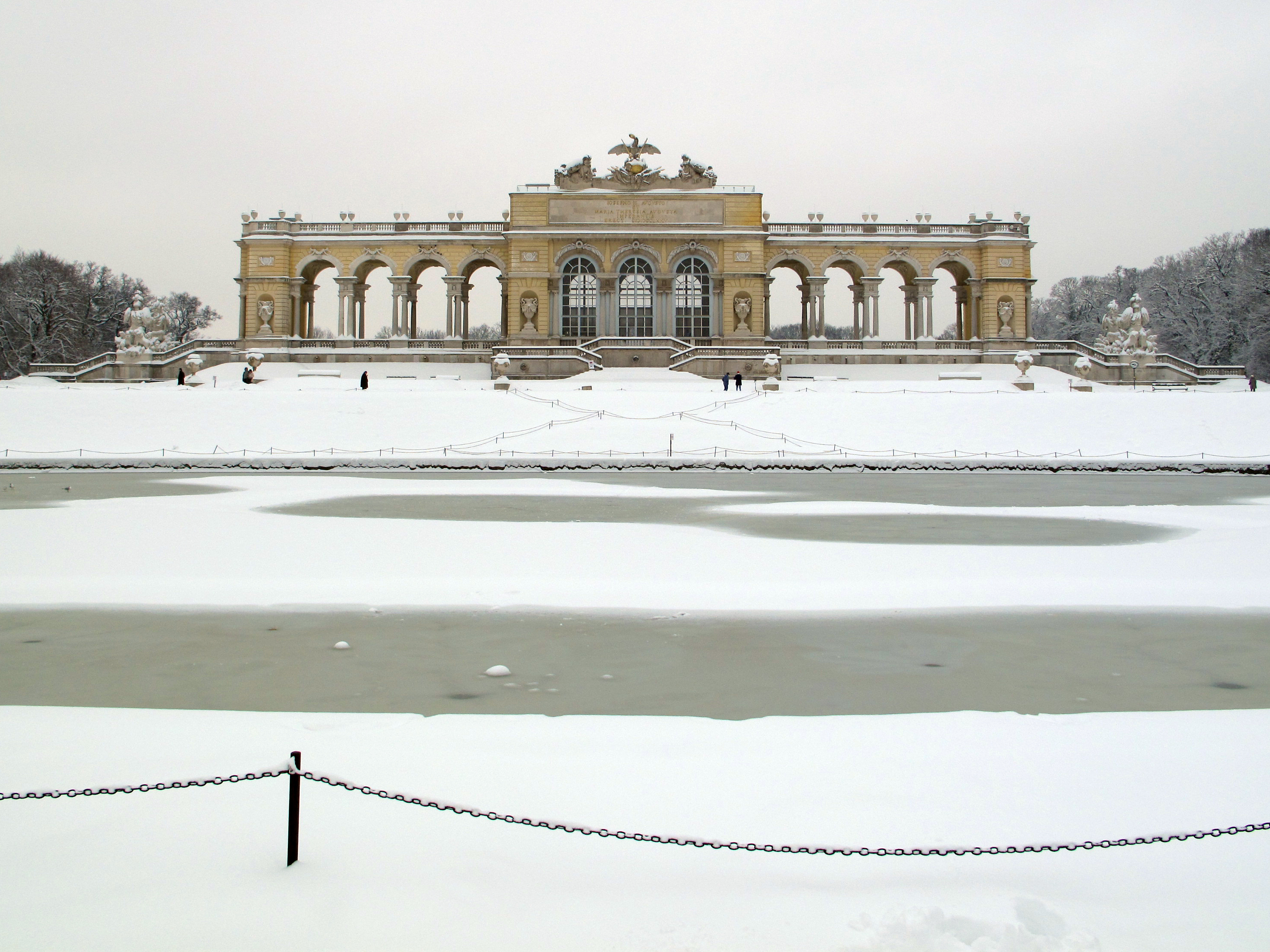
Die Gloriette im Winter
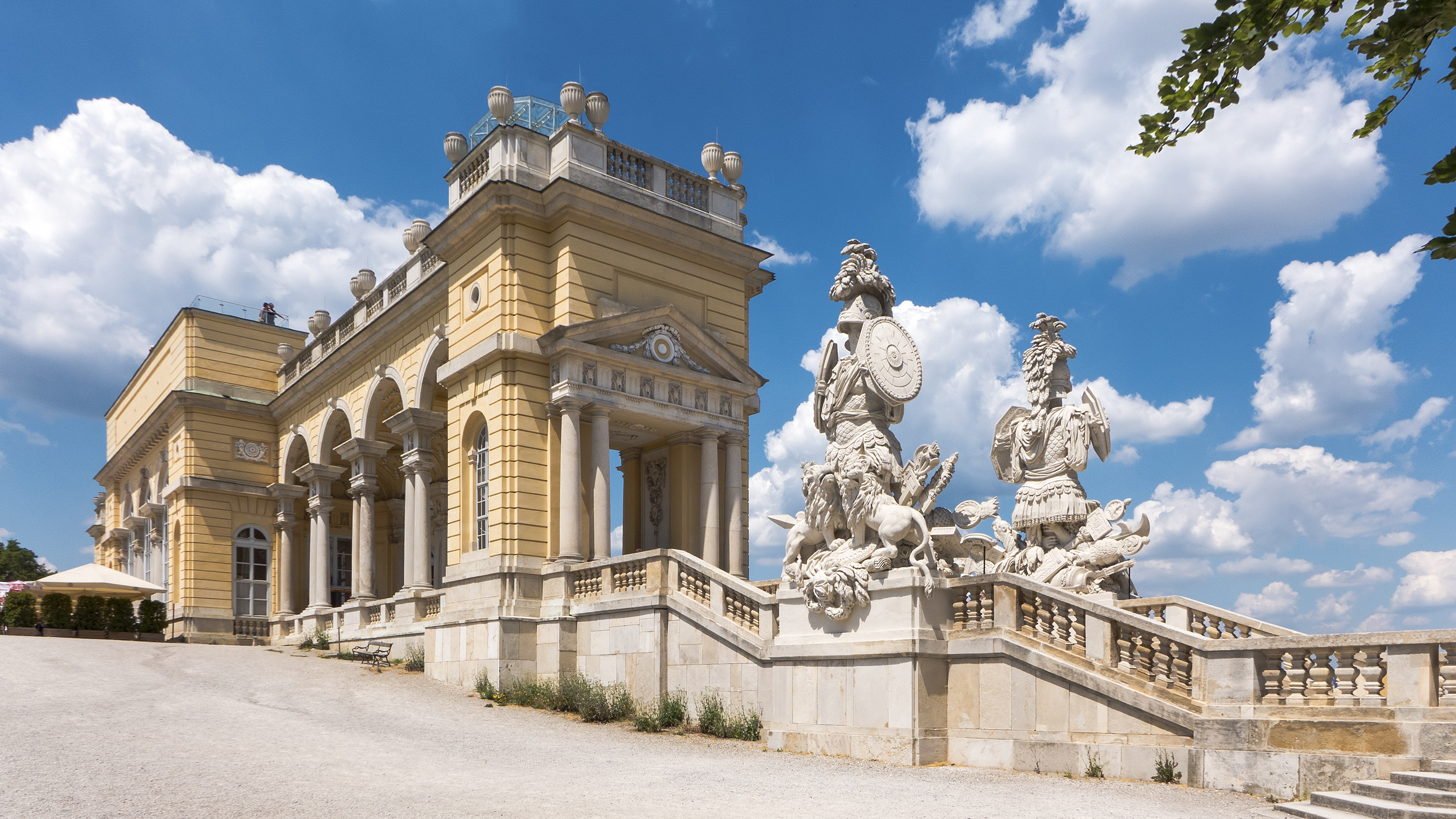
Rückseite der Gloriette
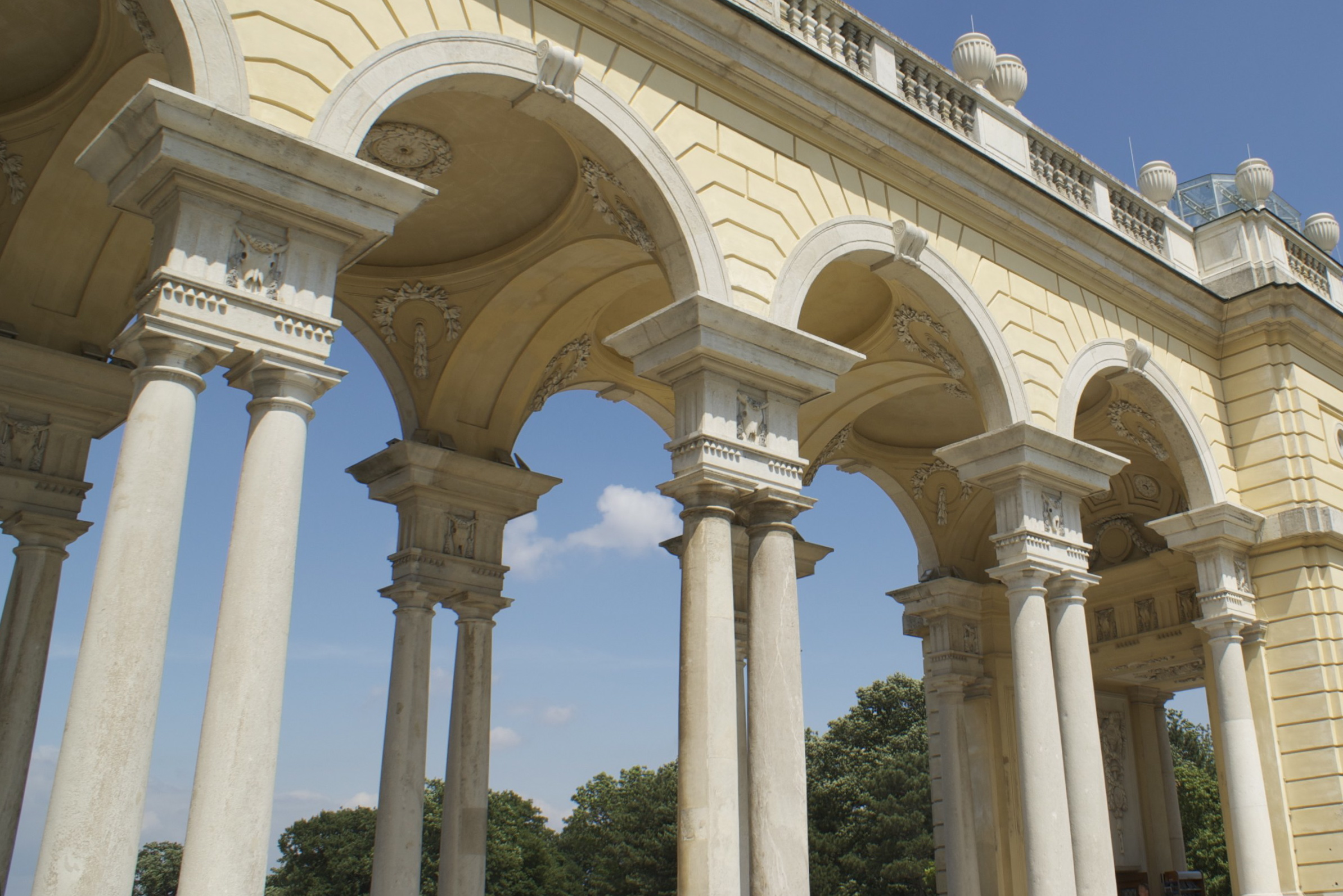
Doppelsäulen und Kapitel mit Bukranien vom Neugebäude, als Spolien bei der Schönbrunner Gloriette wiederverwendet
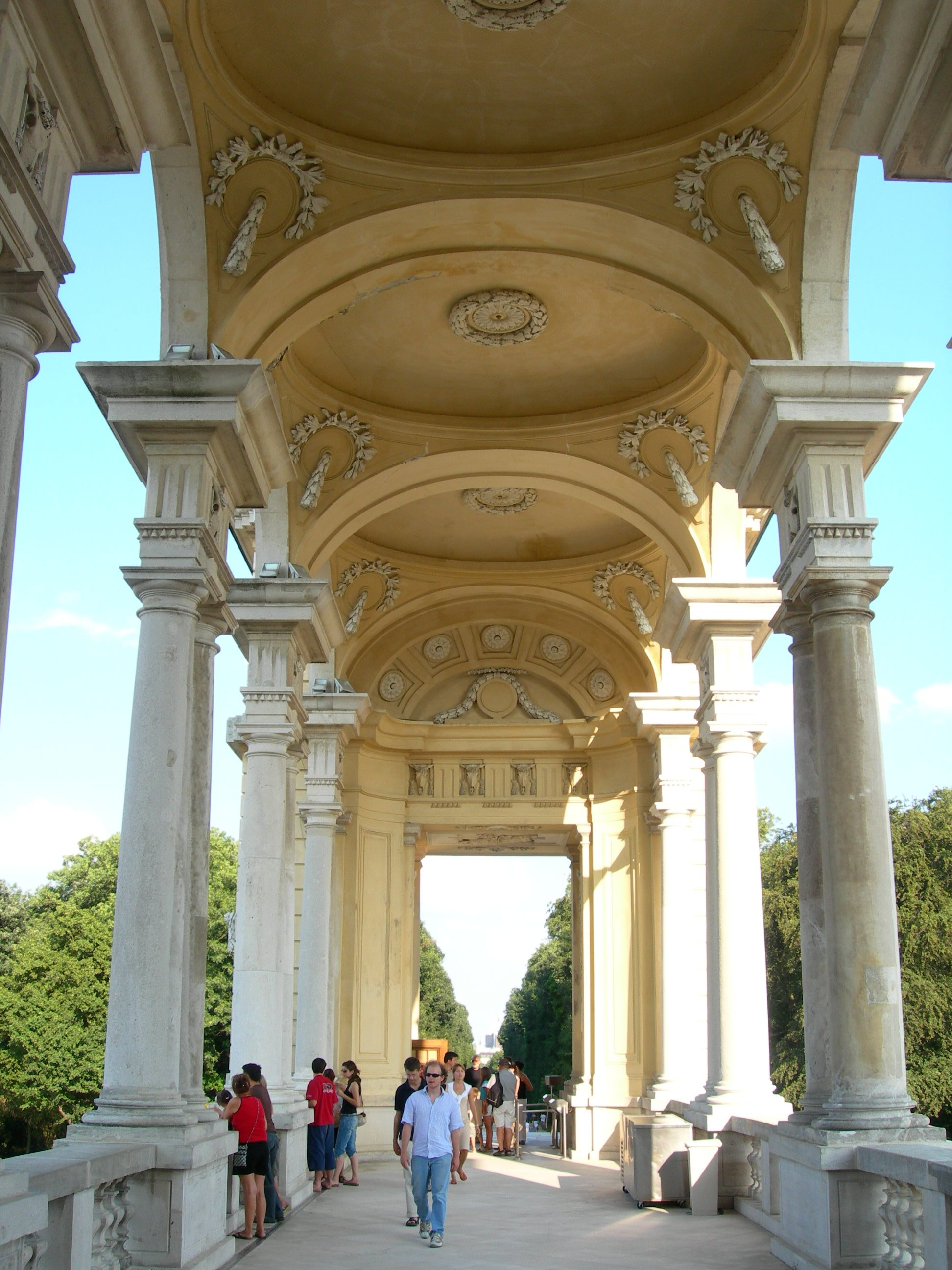
Die Säulen der Gloriette
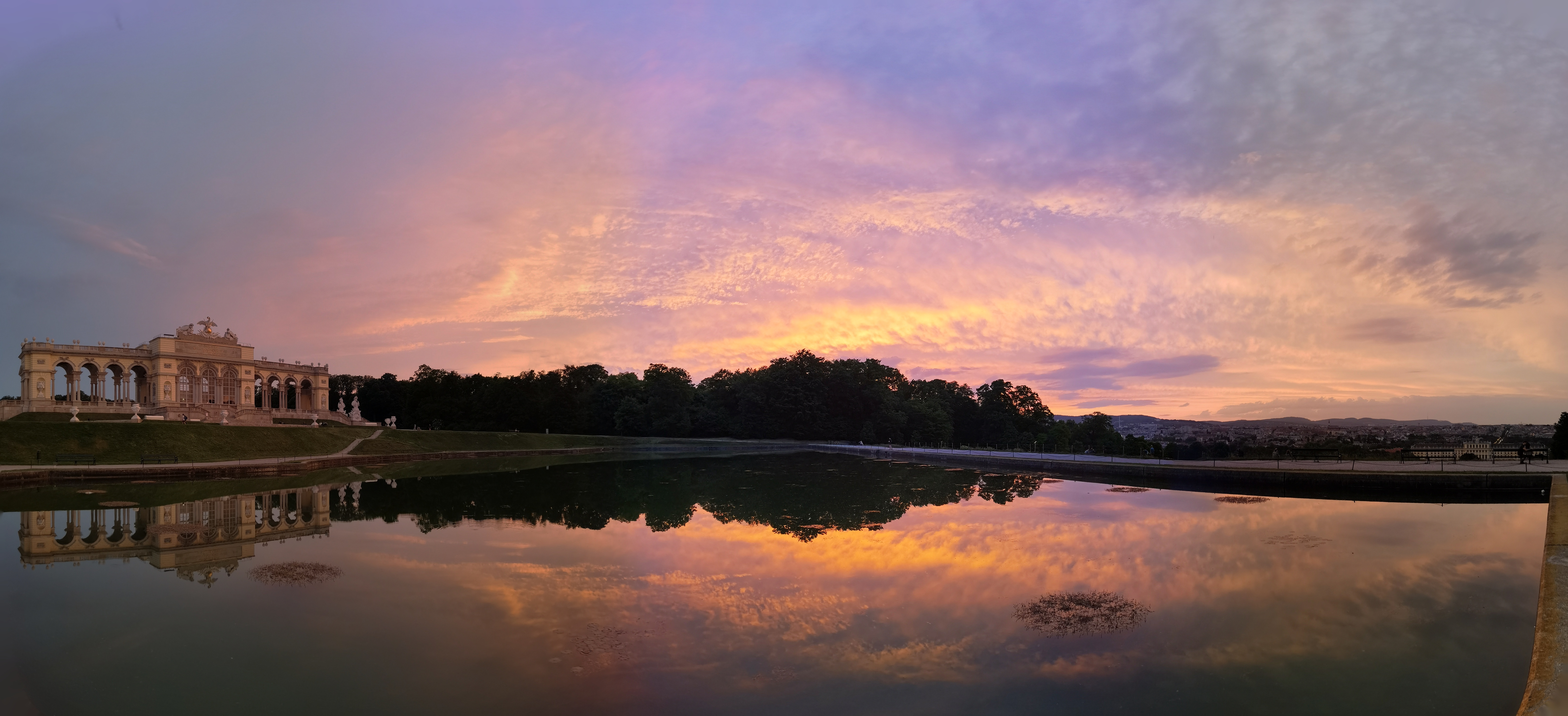
Panoramablick auf die Gloriette und Schloss Schönbrunn bei Sonnenuntergang